# Rhynchospora hakkodensis
Rhynchospora hakkodensis là loài thực vật có hoa trong họ Cói. Loài này được Mochizuki miêu tả khoa học đầu tiên năm 1977.